# Три сходинки

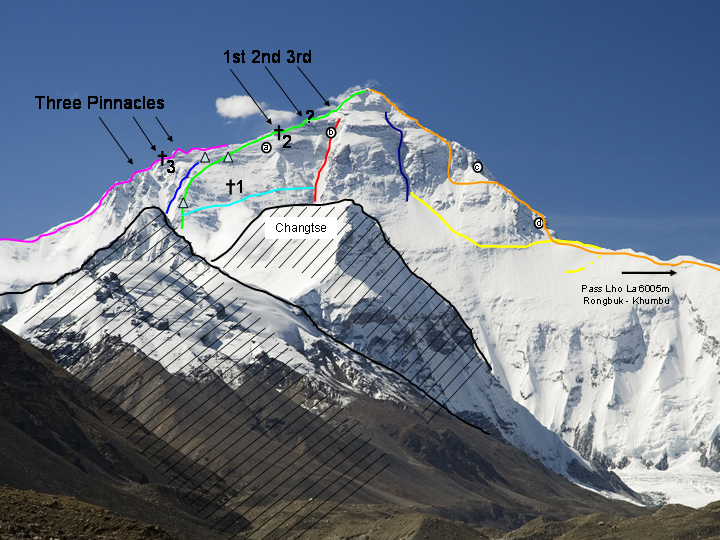
Північна стіна Джомолунгми. Три сходинки позначені як «1st», «2nd», і «3rd» відповідно

Три сходинки — це три великі кам'яні виступи на Північно-східному гребені Джомолунгми, на відмітках 8564, 8610 і 8710 м н.р.м. Серед них найвідоміша й історично значима Друга сходинка, найскладніша для проходження. Альпіністам, що йдуть з Тибету до вершини Джомолунгми звичайним північним маршрутом, доводиться долати всі три.
Перша сходинка складається з великих кам'яних брил, і вже є значною перешкодою навіть для досвідчених альпіністів, оскільки розташована на великій висоті над рівнем моря (8564 м).
Але набагато важче здолати Другу сходинку — велику скелю з крутим схилом, який починається на висоті 8610 м н.р.м. і піднімається ще на 40 м вище. На верхніх п'яти метрах другої сходинки її схил стає майже прямовисним обривом. Через це Друга сходинка була уперше достовірно скорена пізніше, ніж вершина Джомолунгми — тільки в 1960 році китайські альпіністи Ванг Фу-Чоу (Wang Fu-chou), Конбу (Konbu) і Чу Йинг-Хуа (Chu Ying-hua) здійснили підтверджене сходження на неї (і на вершину північним маршрутом). Можливо, Джордж Меллорі і (чи) Ендрю Ірвін здолали Другу сходинку ще в 1924 році — але надійних підтверджень цього немає. Інша китайська експедиція в 1975 році встановила на Другій сходинці сходи, які значно полегшили проходження, і по яких тепер піднімаються майже усі сходжувачі, що йдуть до найвищої вершини Землі з північного боку.
Третя сходинка, навпаки, найменш складна з них. Її висота підйому — близько 10 м, а над нею лежать досить пологі снігові поля, по яких дійти до вершини вже легше.

## Відомі сходження
Через Три сходинки до вершини Джомолунгми намагалися зійти учасники британських експедицій 1921, 1922, 1924 і 1933 років. Їм доводилося йти північним маршрутом через те, що Непал був закритий для іноземців, і південний маршрут сходження був недоступний. Але після приєднання Тибету до КНР ця ситуація змінилася на зворотну: британці тепер могли сходити на вершину Джомолунгми тільки з боку Непалу, південним маршрутом, а Тибет для них був закритий. Пройти Другу сходинку вільним скелелазінням, без використання сходів і сторонньої допомоги уперше вдалося тільки в 1985 році іспанцеві Оскару Кадіачу. Він оцінив складність проходження верхньої частини цієї скелі в 5.7-5.8 балів за шкалою YDS ("V " за шкалою UIAA).
У 2001 р. австралійський скелелаз Тео Фріцче (Theo Fritsche) здолав Другу сходинку самостійно вільним скелелазінням з першої спроби, і дійшов таких же висновків. Конрад Анкер здолав її ж, правда, ступивши один раз на сходи, і оцінив рівень складності як 5.10 YMS. У 2007 р. Анкер знову підійнявся на Другу сходинку: цього разу не самостійно, а в парі з Лео Гоулдингом (Leo Houlding) — але сходи перед тим були зняті, і вони зійшли без додаткової допомоги.

## Ресурси Інтернету
- Photograph of the Second Step including ladder and fixed ropes
- AFFIMER — Jochen Hemmleb: Conrad Anker's Near-free Ascent of the Second Step [Архівовано 16 січня 2016 у Wayback Machine.]
- Photograph of second step with mountaineers [Архівовано 24 квітня 2014 у Wayback Machine.]